# 小行星22137
小行星22137（22137 Annettelee）是一颗绕太阳运转的小行星，为主小行星带小行星。该小行星于2000年11月1日发现。

## 轨道参数
小行星22137的轨道半长轴为2.5284804 UA，离心率为0.117。